# 稲嶺十字路

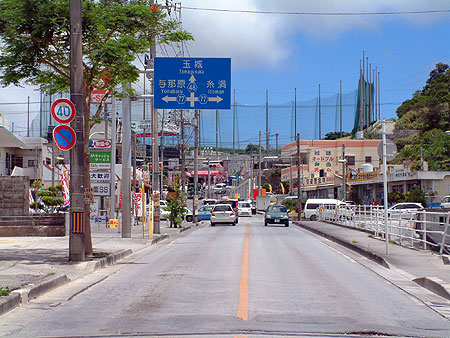
稲嶺十字路

稲嶺十字路（いなみねじゅうじろ）は沖縄県南城市大里稲嶺にある交差点。南城市内最大の交差点。稲嶺交差点ともいう。南城市内では交通量の多い交差点であり、重要交差点の一つで、沖縄本島南部の中央部に位置している。
交差点の構造は南側が県道48号南城市玉城向け、北側が県道48号那覇市、南風原町向け、東側が県道77号与那原向け、西側が県道77号線糸満市・八重瀬町向けになっている。
交通量が多い割には、右折専用レーンは与那原町方面からのみであり、かつ、矢印式信号機ではないため、通勤時間帯にはしばしば渋滞が発生する。

## 交差道路
- 沖縄県道77号糸満与那原線（東西方面）
- 沖縄県道48号線（南北方面）

（県道77号が優先であるのは同路線が主要地方道であるため）

## 各方面の主な目的地
- 南西行き（県道77号）：八重瀬町・糸満市
- 北東行き（県道77号）：沖縄市・西原町・与那原町
- 北西行き（県道48号）：那覇市・南風原町・那覇空港自動車道・国道507号・那覇空港自動車道南風原南インターチェンジ
- 南行き（県道48号）：南城市玉城・玉泉洞

## 主な目的地への距離

### 県道48号那覇方面
- 那覇空港・13km
- 那覇市（旭橋交差点）・9km
- 国場交差点・5km
- 南風原町・3km
- 南風原南インターチェンジ・3km

### 県道48号南城市玉城方面
- 南城市玉城・5km
- 平和祈念公園・12km
- 玉泉洞・4km

### 県道77号糸満方面
- 糸満市・10km
- 八重瀬町東風平・3km
- 八重瀬町具志頭・7km

### 県道77号与那原方面
- 沖縄市（国道329号経由）・25km
- 与那原町・5km

座標: 北緯26度10分9.4秒 東経127度44分22.7秒 / 北緯26.169278度 東経127.739639度